# Interas Visaginas
Maillots
Dernière mise à jour : 9 février 2012.
Le Interas Visaginas est un club lituanien de football basé à Visaginas.

## Historique
- 1979 : Inter Snieckus
- 1992 : Inter Visaginas
- 1993 : Inter-AE Visaginas
- 1995 : Interas Visaginas